# Hanjin
Tập đoàn Hanjin (tiếng Hàn: 한진 그룹; Hanja: 韓進 그룹; Romaja: Hanjin Geurup) là một tập đoàn của Hàn Quốc và là một trong những chaebol lớn nhất ở Hàn Quốc. Tập đoàn bao gồm Korean Air (KAL), được mua lại vào năm 1969, và một công ty vận tải đường biển, Hanjin Shipping (bao gồm Hanjin Logistics) trước khi phá sản. Vào tháng 8 năm 2013, Tập đoàn Hanjin chính thức chuyển sang cơ cấu công ty mẹ với việc thành lập Hanjin KAL.

## Lịch sử

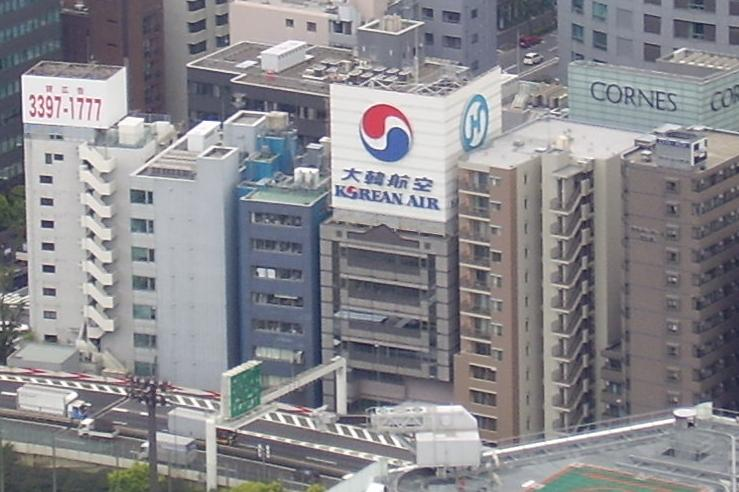
Văn phòng của Korean Air tại Minato, Tokyo, Nhật Bản nhìn từ tháp Tokyo.

Tập đoàn này được thành lập vào giai đoạn cuối của chiến tranh thế giới thứ hai, vào tháng 11 năm 1945. Ban đầu, khách hàng lớn nhất của Hanjin là quân đội Mỹ, đó là việc vận chuyển hàng hóa tới các chiến trường Triều Tiên và Việt Nam. Công ty đã ký một hợp đồng vận tải lớn với quân đội Hoa Kỳ vào tháng 10 năm 1956 và một hợp đồng khác vào tháng 3 năm 1966, với tất cả các lực lượng vũ trang Mỹ đồn trú tại miền nam Việt Nam lúc bấy giờ, bao gồm cả thủy quân lục chiến, hải quân và không quân. Trong tháng 11 năm 1969, Hanjin ký một thỏa thuận vận chuyển container với Tổng công ty Dịch vụ Sea-Land, sang đến tháng 9 năm 1970, công ty đã mở bãi container đầu tiên tại cảng Busan.
Từ cuối những năm 1970, tập đoàn tiếp tục mở rộng sang thị trường Trung Đông bằng hợp đồng được ký với Kuwait tại cảng Shuwaik (tháng 9 năm 1977), với Ả Rập Xê Út tại cảng Dammam (tháng 3 năm 1979) và cảng Jeddah (tháng 5 năm 1980).
Vào tháng 3 năm 1990, Hanjin phân nhánh ra thành hoạt động vận tải và kho bãi với việc mua lại Công ty Vận tải Vận chuyển hàng hóa Hàn Quốc. Vào tháng 6 năm 1992, Hanjin Express đã được giới thiệu để cung cấp dịch vụ chuyển phát nhanh các loại bưu phẩm. Công ty bắt đầu bốc dỡ hàng hóa tại các cảng Long Beach và Seattle sau khi ký hợp đồng thành công với các công ty liên doanh với Công ty Quốc tế Total Terminals vào tháng 8 năm 1992. Trong tháng 1 năm 1993, họ bắt đầu dịch vụ vận chuyển container bằng đường sắt giữa hai thành phố Pusan và Uiwang. Tháng 5 năm 1995, Hanjin đặt chi nhánh tại Cộng hòa Dân chủ Nhân dân Triều Tiên.

## Công ty con đã niêm yết
- Korean Air Co., Ltd (KRX: 003490)
- Hanjin Transportation Co., Ltd (KRX: 005430)
- Korea Airport Service Co., Ltd (KRX: 002320)
- Jin Air Co., Ltd (KRX: 272450)

## Công ty con khác
- JungSeok Enterprise Co., Ltd
- Hanjin Travel Service Co., Ltd
- Hanjin Transportation Co., Ltd
- Hanjin Heavy Industry Co., Ltd

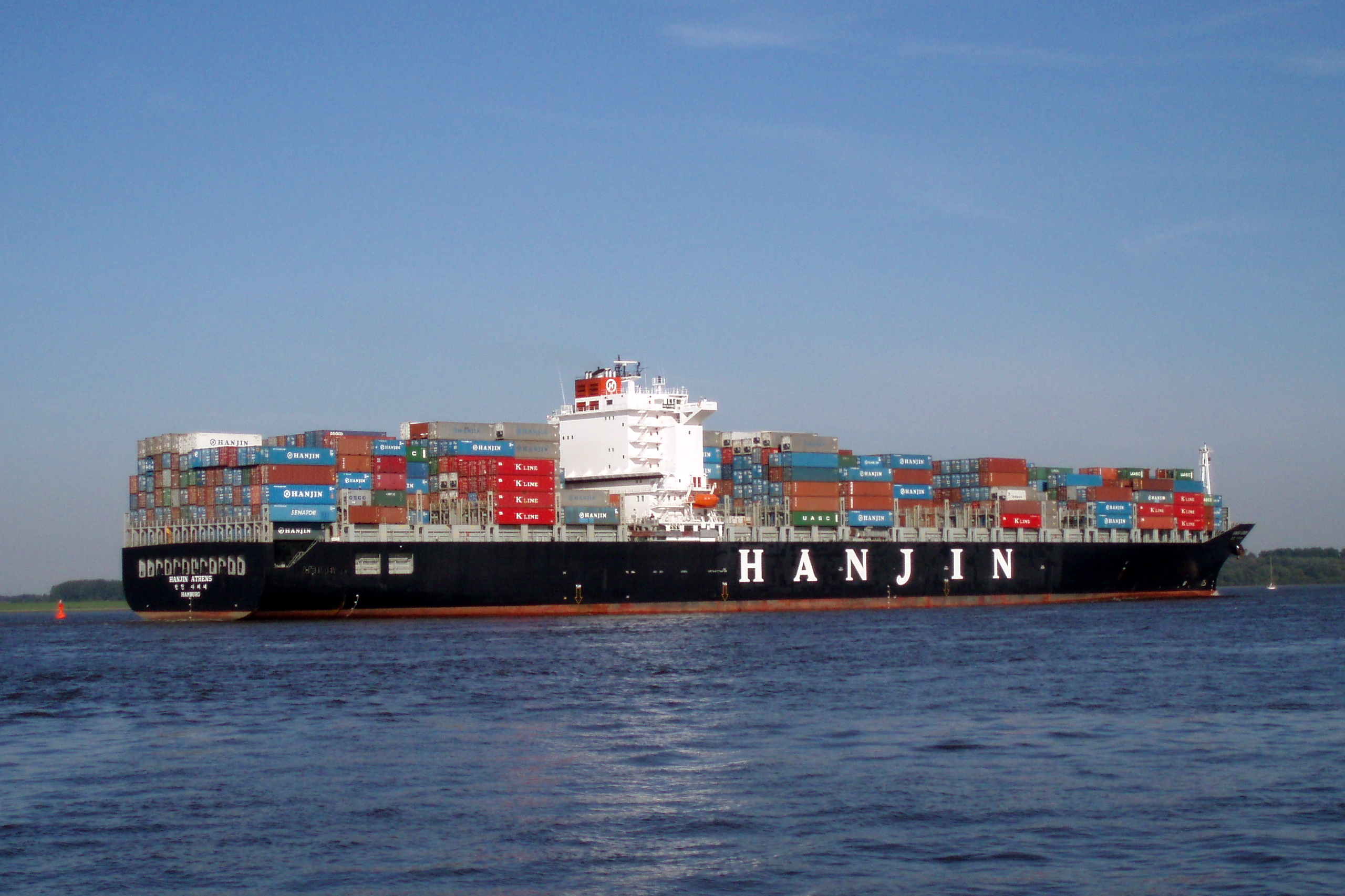
Hanjin Athens đi Lühe.

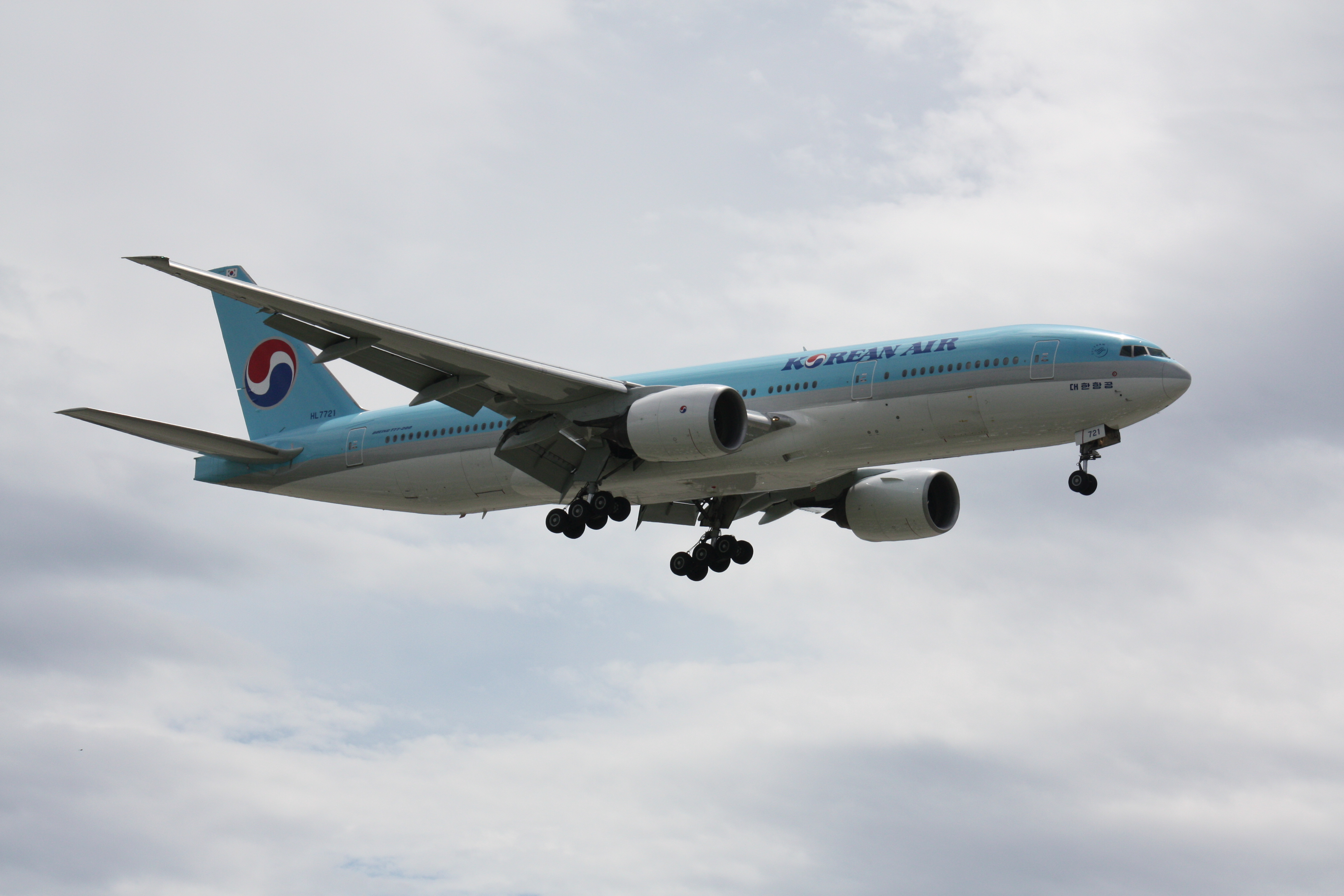
Một chiếc máy bay Boeing 777 của Korean Air cất cánh tới Sân bay quốc tế Vancouver, Canada.

  - Hanjin Heavy Industries and Construction Philippines (HHIC-Phil.)
- Hanjin Information Systems & Telecommunication Co., Ltd (HIST)
- Total Passenger Service System Co., Ltd
- KAL Hotel Network Co., Ltd
- Air Total Service Co., Ltd
- CyberSky Co., Ltd
- Global Logistics System Korea Co., Ltd
- Homeo Therapy
- Jungseok-Inha School's Foundation
- Korea Aerospace University
- Jungseok Education Foundation
- Il Woo Foundation
- Uniconverse Co., Ltd